# Mauro Poggia

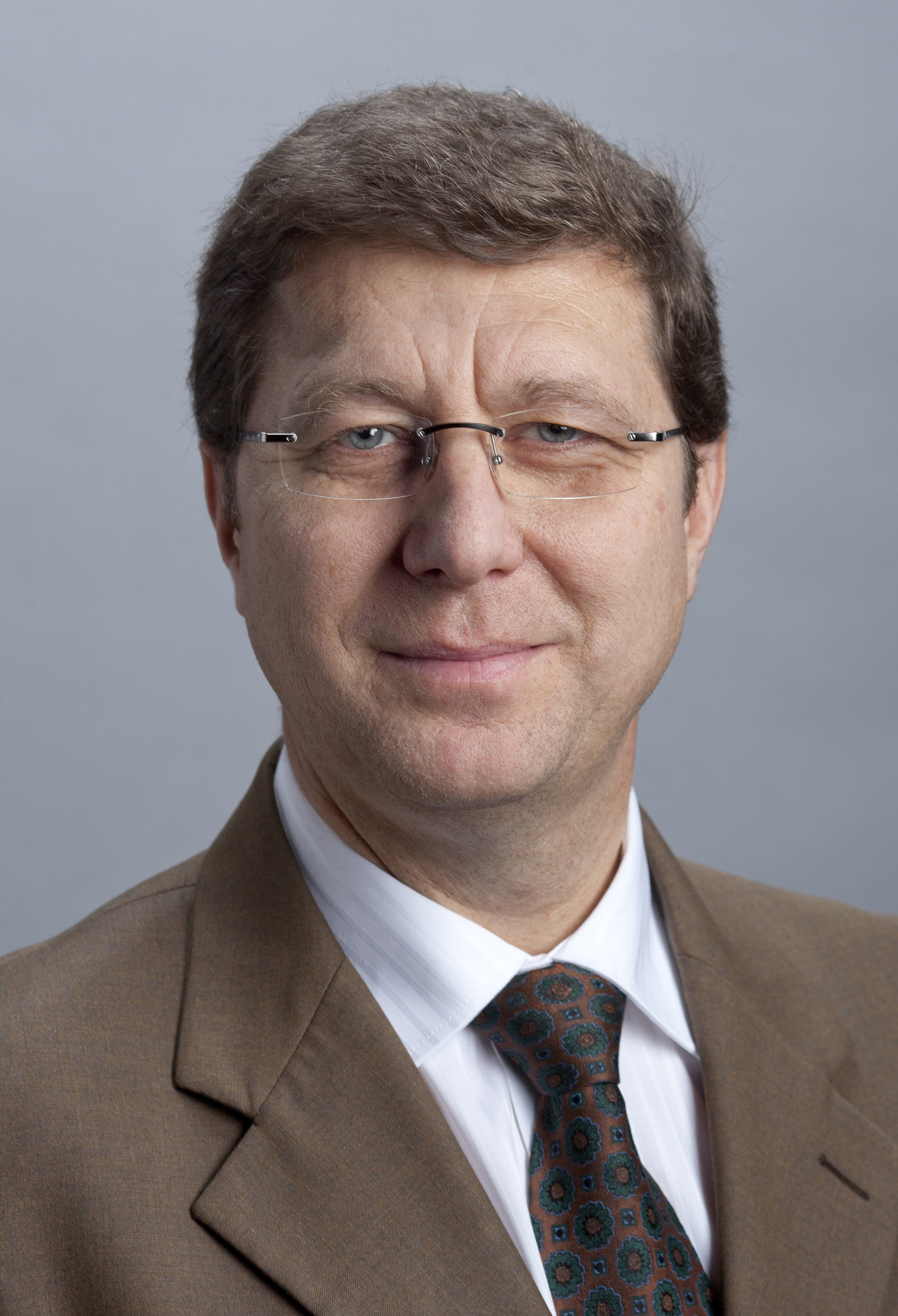
Mauro Poggia (2011)

Mauro Poggia (* 25. April 1959 in Moutier, Kanton Bern; heimatberechtigt in Meyrin) ist ein Schweizer Advokat und Politiker. Er ist Mitglied des Mouvement citoyens genevois (MCG) und sass für dieses von 2011 bis 2013 im Nationalrat. 2013 wurde er als erster MCG-Vertreter in den Staatsrat gewählt. Dieses Amt hatte er bis 2023 inne. Bei den Wahlen 2023 wurde er in den Ständerat gewählt.

## Biografie
Mauro Poggias Eltern wanderten aus dem Piemont in die Schweiz ein. Er ist zwar im bernischen Moutier geboren, wuchs aber in Genf auf, wo er auch 1978 die Maturitätsprüfung bestand und bis 1981 Rechtswissenschaft studierte. Nach zweijähriger Tätigkeit in der Kanzlei von Jean Jacques Hodel machte er sich im Alter von 24 Jahren als Advokat selbstständig, wo er sich auch mit Rechtsgebieten befasste, die von anderen Anwälten seltener bearbeitet wurden, wie Sportrecht, Medizinrecht und Versicherungsrecht. Unter anderem war er mit den Prozessen um das Foul von Pierre-Albert Chapuisat an Lucien Favre (das als bisher schwerstes in der Geschichte des Schweizer Fussballsports gilt) und um die nicht auf HIV getesteten Blutprodukte im Zentrallabor des Schweizerischen Roten Kreuzes befasst.
Relativ spät kam er zur Politik. Er kandidierte als Vertreter der Auslandsitaliener bei den italienischen Senatswahlen von 2008 auf der Liste der UDC. Dann trat er der CVP bei. Da er dort keinen aussichtsreichen Listenplatz bekam, wechselte er 2009 zum MCG und wurde direkt in den Grossen Rat des Kantons Genf gewählt. 2011 gelang ihm als erstem Vertreter des MCG die Wahl in den Nationalrat. Bei den kantonalen Exekutivwahlen im November 2013 erreichte er im ersten Durchgang den sechsten Platz, im zweiten Durchgang mit 41'127 Stimmen den siebten Platz und zog damit als erster Vertreter des MCG in die Regierung des Kantons Genf ein. Deshalb musste er gemäss der Kantonsverfassung sein Nationalratsmandat abgeben; für ihn rückte MCG-Präsident Roger Golay nach. 2023 trat er nicht mehr zur Wiederwahl in die Regierung an und wurde wieder als Grossrat gewählt. In den Parlamentswahlen 2023 kandidierte er als Nationalrat und Ständerat und wurde in beide Ämter gewählt, in den Ständerat im zweiten Wahlgang. Da er nur eines der beiden Ämter ausüben kann, entschied er sich für das Amt des Ständerates. Dort schloss er sich der SVP-Fraktion an. Er bevorzugte die Die-Mitte-Fraktion, doch dies war aufgrund des Parlamentsgesetzes nicht möglich, da sich seine zwei Parteikollegen im Nationalrat bereits für die SVP-Fraktion entschieden haben. Auch hatte Die Mitte kein Interesse an Poggia.
Neben seiner Advokatur und politischen Betätigung ist Poggia auch Präsident der Association Suisse des Assurés (Assuas, Schweizerischer Verband der Versicherten) im Kanton Genf.
Poggia ist in zweiter Ehe mit einer in der Schweiz aufgewachsenen Nordafrikanerin verheiratet, der zuliebe er vom Christentum zum Sufismus, einer Glaubensrichtung des Islam, konvertierte. Aus erster Ehe hat er zwei Kinder, aus der zweiten Ehe ein Kind.